# Laurent Champaney
 (août 2020).
L'article doit être relu — et modifié si nécessaire — par des contributeurs indépendants pour apporter un regard critique aux contributions effectuées en violation des conditions d'utilisation de Wikipédia, tant sur la forme (notamment concernant le style encyclopédique, la proportionnalité) que sur le fond (la neutralité de point de vue, la qualité et l'indépendance des sources).
Laurent Champaney, né le 27 décembre 1968, est le directeur général de l'École nationale supérieure d'arts et métiers depuis le 27 février 2017 et président de la Conférence des grandes écoles depuis juin 2021.

## Biographie

### Jeunesse et études
Né en 1968 à Beaufort-en-Vallée, agrégé en sciences industrielles de l'ingénieur, ancien élève de l'École normale supérieure Paris-Saclay (1991), titulaire d'un DEA en mécanique des structures de l'université Pierre-et-Marie-Curie (1992), Laurent Champaney a soutenu un doctorat à l'ENS Paris-Saclay (alors ENS de Cachan) en 1996, sur le thème « Une nouvelle approche modulaire pour l'analyse d'assemblages de structures tridimensionnelles ». Il obtient une habilitation à diriger des recherches en ingénierie mécanique à l'université de Versailles-Saint-Quentin-en-Yvelines en 2004, intitulée « Outils de conception et d'analyse pour les assemblages de structures complexes ». 
En 2005, il est qualifié aux fonctions de professeur des universités.

### Parcours professionnel
Enseignant à l'université de Versailles-Saint-Quentin-en-Yvelines de 1996 à 2005 puis à l’ENS Paris-Saclay de 2005 à 2012 où il était directeur du Département de Génie Mécanique, professeur invité à l'université de Californie (Los Angeles) en 2009, il a rejoint Arts et Métiers en 2012 en tant que directeur général adjoint aux formations pour y mener une réforme pédagogique afin d’adapter les formations aux besoins de l’industrie du futur. 
En juin 2018, Laurent Champaney devient également président de la Commission Amont[Quoi ?] et vice-président de la Conférence des grandes écoles (CGE). En juin 2021, il devient président de la CGE. Il est également président du jury de l'agrégation de sciences industrielles de l'ingénieur - Option Ingénierie Mécanique. 
Laurent Champaney, professeur des universités, est nommé directeur général de l'École nationale supérieure d'arts et métiers à compter du 27 février 2017. Sa nomination fait l'objet d'une opposition[pourquoi ?] forte des anciens élèves et des étudiants qui en appellent au président de la République, François Hollande. Il est renouvelé dans ses fonctions le 27 février 2022 pour une durée de 5 ans.
Il est très impliqué sur les questions de formation au profit des mutations industrielles, d'orientation des jeunes vers l'industrie et d'attractivité des formations en ingénierie pour les jeunes femmes. Avec Laurent Carraro, ils ont développé l’un des premiers bachelors en école d’ingénieur notamment.
En 2019, il fait partie du groupe de 80 dirigeants d'établissements supérieur qui signe l'appel à former tous les étudiants aux enjeux climatiques, sous l'impulsion de The Shift Project.
En 2019, il prend la présidence de la commission diversité de ParisTech.

## Fonctions
Depuis février 2017, il est directeur général général de l'École nationale supérieure d'arts et métiers,, avec un statut de professeur des universités. Il est aussi président du jury de concours externe de recrutement de professeurs agrégés de l'enseignement secondaire en « Sciences industrielles de l'ingénieur : option sciences industrielles de l'ingénieur et ingénierie mécanique »

## Enseignement

### Établissements d'enseignement
Laurent Champaney a été enseignant titulaire à l'Université de Versailles-Saint-Quentin-en-Yvelines, l'École normale supérieure Paris-Saclay ainsi qu'à l'École nationale supérieure d'arts et métiers. Une partie des enseignements qu'il assurait à l'ENS Paris-Saclay étaient communs avec l'Université Pierre-et-Marie-Curie. Il a enseigné pendant une année à l'University of California in Los Angeles (UCLA). Il a été enseignant vacataire pour des périodes courtes à l'IUT de Ville d’Avray, CentraleSupélec, Mines ParisTech et à l'EPF. Pendant son service militaire, il était enseignant à l'École Militaire de Paris.

### Disciplines enseignées
Laurent Champaney a enseigné à tous les niveaux de l'enseignement supérieur dans le domaine de la mécanique des solides et en particulier : la Mécanique des milieux continus, la Dynamique des Structures mécaniques, la Mécanique des solides rigides, les Méthodes numériques pour la physique, la méthode des éléments finis, la Conception mécanique et la Mécanique du contact et du frottement entre solides.

## Recherche
Les thèmes de recherche de Laurent Champaney sont dans le domaine large du génie mécanique avec un focus sur les sujets suivants : modélisation et simulation des assemblages de structures mécaniques, modélisation et simulation des collages, comportement dynamique des structures mécaniques, prise en compte des incertitudes dans le comportement des structures mécaniques, et simulation numérique sur calculateurs à architecture parallèle.